# Izzy Fry
Izzy Fry (* 4. Mai 2000) ist eine britische Leichtathletin, die sich auf den Langstreckenlauf spezialisiert hat und insbesondere im Crosslauf erfolgreich ist.

## Sportliche Laufbahn
Erste internationale Erfahrungen sammelte Izzy Fry im Jahr 2019, als sie bei den U20-Europameisterschaften in Borås in 16:24,50 min den vierten Platz im 5000-Meter-Lauf belegte. Im Dezember gelangte sie bei den Crosslauf-Europameisterschaften in Lissabon nach 14:33 min auf den sechsten Platz im U20-Rennen und sicherte sich in der Teamwertung die Goldmedaille. 2021 belegte sie bei den U23-Europameisterschaften in Tallinn in 16:01,6 min den achten Platz über 5000 Meter und im Dezember wurde sie bei den Crosslauf-Europameisterschaften in Dublin nach 21:15 min Neunte im U23-Rennen und sicherte sich in der Teamwertung die Bronzemedaille hinter den Teams aus Italien und Frankreich. Bei den Crosslauf-Europameisterschaften 2023 in Brüssel wurde sie nach 35:37 min Zehnte im Einzelrennen und sicherte sich in der Teamwertung die Goldmedaille. Im Jahr darauf gelangte sie bei den Europameisterschaften in Rom mit 15:05,66 min auf den neunten Platz über 5000 Meter und im Dezember wurde sie bei den Crosslauf-Europameisterschaften in Antalya nach 26:27 min auf den elften Platz im Einzelbewerb und sicherte sich in der Teamwertung die Silbermedaille hinter dem italienischen Team.

## Persönliche Bestleistungen
- 1500 Meter: 4:11,79 min, 10. August 2024 in Bury
- 3000 Meter: 8:47,93 min, 3. September 2024 in Rovereto
  - 3000 Meter (Halle): 8:52,15 min, 4. Februar 2024 in Boston
- 5000 Meter: 14:59,63 min, 22. Juni 2024 in Wien